# Тензор кривини
Тензор Рімана {\displaystyle R_{\,ijk}^{s}} (тензор внутрішньої кривини многовида) з'являється при розгляді комутатора коваріантних похідних коваріантного вектора (дивіться статтю Диференціальна геометрія) 
{\displaystyle (1)\qquad [\nabla _{j}\nabla _{k}]a_{i}=-R_{\,ijk}^{s}a_{s}}

## Деякі тотожності
{\displaystyle (2)\qquad R_{\,ijk}^{s}=\partial _{j}\Gamma _{ik}^{s}-\partial _{k}\Gamma _{ij}^{s}+\Gamma _{ij}^{p}\Gamma _{pk}^{s}-\Gamma _{ik}^{p}\Gamma _{pj}^{s}}
Замість коваріантних компонент {\displaystyle a_{i}} можна підставити базисні вектори {\displaystyle \mathbf {r} _{i}}:
{\displaystyle (3)\qquad [\nabla _{j}\nabla _{k}]\mathbf {r} _{i}=-R_{\,ijk}^{s}\mathbf {r} _{s}}
І враховуючи, що коваріантна похідна від базисних векторів {\displaystyle \nabla _{j}\mathbf {r} _{i}} дорівнює векторам повної кривини {\displaystyle \mathbf {b} _{ij}} (дивіться Прості обчислення диференціальної геометрії), маємо:
{\displaystyle (3)\qquad \nabla _{j}\mathbf {b} _{ik}-\nabla _{k}\mathbf {b} _{ij}=-R_{\,ijk}^{s}\mathbf {r} _{s}}
Домножимо формулу (3) скалярно на {\displaystyle \mathbf {r} _{p}}, i врахуємо ортогональність векторів кривини до многовиду: {\displaystyle (\mathbf {r} _{s}\cdot \mathbf {b} _{ij})=0}. В результаті одержуємо формулу для коваріантних компонент тензора Рімана:
{\displaystyle -R_{pijk}=-R_{\,ijk}^{s}(\mathbf {r} _{p}\cdot \mathbf {r} _{s})=-(\mathbf {r} _{p}\cdot (\nabla _{j}\mathbf {b} _{ik}))+(\mathbf {r} _{p}\cdot (\nabla _{k}\mathbf {b} _{ij}))=}
{\displaystyle =-(\nabla _{j}(\mathbf {r} _{p}\cdot \mathbf {b} _{ik})+((\nabla _{j}\mathbf {r} _{p})\cdot \mathbf {b} _{ik}))+(\nabla _{k}(\mathbf {r} _{p}\cdot \mathbf {b} _{ij})-((\nabla _{k}\mathbf {r} _{p})\cdot \mathbf {b} _{ij}))=}
{\displaystyle =-(0-(\mathbf {b} _{jp}\cdot \mathbf {b} _{ik}))+(0-(\mathbf {b} _{kp}\cdot \mathbf {b} _{ij}))=(\mathbf {b} _{pj}\cdot \mathbf {b} _{ik})-(\mathbf {b} _{pk}\cdot \mathbf {b} _{ij})}
або після зміни знаку і перейменування індексів:
{\displaystyle (4)\qquad R_{ijkl}=(\mathbf {b} _{ik}\cdot \mathbf {b} _{jl})-(\mathbf {b} _{il}\cdot \mathbf {b} _{jk})}
Як можна побачити з останнього рівняння (в скалярних добутках індекси {\displaystyle k} і {\displaystyle l} переставлені), тензор Рімана антисиметричний за першою парою індексів {\displaystyle ij} і за другою парою індексів {\displaystyle kl} (при перестановці зменшуване і від'ємник у правій частині формули (4) міняються місцями):
{\displaystyle (5)\qquad R_{ijkl}=-R_{jikl}=-R_{ijlk}}
Також легко бачити, що тензор Рімана не змінюється при перестановці першої пари індексів {\displaystyle ij} з другою парою індексів {\displaystyle kl} (при перестановці у множниках зменшуваного індекси переставляються, але оскільки величини {\displaystyle \mathbf {b} _{ij}} симетричні за індексами, то скалярний добуток зменшуваного не зміниться; у від'ємнику аналогічно, але співмножники в скалярному добутку міняються місцями, що не впливає на результат):
{\displaystyle (6)\qquad R_{ijkl}=R_{klij}}
Згортка тензора Рімана за першим і третім індексами (або, що еквівалентно, за другим і четвертим індексами) дає симетричний тензор другого рангу {\displaystyle R_{ik}}, який називається тензором Річчі:
{\displaystyle (7)\qquad R_{ik}=g^{jl}R_{ijkl}}
Тензор Річчі симетричний:
{\displaystyle (8)\qquad R_{ik}=R_{ki}}
Тензор Річчі можна також згорнути за індексами, одержавши скалярну кривину:
{\displaystyle (9)\qquad R=g^{ik}R_{ik}}
Враховуючи (4), маємо:
{\displaystyle (10)\qquad R=(\mathbf {b} _{i}^{i})^{2}-(\mathbf {b} _{i}^{j}\cdot \mathbf {b} _{j}^{i})}
Комутатор для контраваріантного векора одержуємо, піднявши індекс {\displaystyle i} у формулі (1):
{\displaystyle (11)\qquad [\nabla _{j}\nabla _{k}]a^{i}=-R_{\;jk}^{si}a_{s}=R_{\;jk}^{is}a_{s}=R_{\,sjk}^{i}a^{s}}
Оскільки комутатор коваріантних похідних {\displaystyle [\nabla _{i}\nabla _{j}]} діє на добуток тензорів {\displaystyle TU} за правилом диференціального оператора:
{\displaystyle [\nabla _{i}\nabla _{j}](TU)=([\nabla _{i}\nabla _{j}]T)U+T([\nabla _{i}\nabla _{j}]U)}
то ми можемо, користуючись формулами (1) і (11), обчислити дію комутатора коваріантних похідних на тензор, який є добутком векторів. 
Але довільний тензор можна представити лінійною комбінацією таких елементарних тензорів, тому при дії комутатора на довільний тензор з будь-якою кількістю верхніх та нижніх індексів, маємо:
{\displaystyle (12)\qquad [\nabla _{j}\nabla _{k}]T_{l_{1}l_{2}\cdots }^{i_{1}i_{2}\cdots }=R_{\;sjk}^{i_{1}}T_{l_{1}l_{2}\cdots }^{si_{2}\cdots }+R_{\;sjk}^{i_{2}}T_{l_{1}l_{2}\cdots }^{i_{1}s\cdots }+\cdots -R_{\,l_{1}jk}^{s}T_{sl_{2}\cdots }^{i_{1}i_{2}\cdots }-R_{\,l_{2}jk}^{s}T_{l_{1}s\cdots }^{i_{1}i_{2}\cdots }}

Тензор Рімана задовольняє дві тотожності Біанкі:
Алгебраїчна тотожність Біанкі (циклічна перестановка індексів {\displaystyle ijk}):
{\displaystyle (13)\qquad R_{sijk}+R_{sjki}+R_{skij}=0}
Диференціальна тотожність Біанкі (циклічна перестановка індексів {\displaystyle pjk}):
{\displaystyle (14)\qquad \nabla _{p}R_{\,ijk}^{s}+\nabla _{j}R_{\,ikp}^{s}+\nabla _{k}R_{\,ipj}^{s}=0}

### Алгебраїчна тотожність Біанкі
Тензор Рімана задовольняє наступну тотожність:
{\displaystyle (1)\qquad R_{sijk}+R_{sjki}+R_{skij}=0}
яка називається алгебраїчною тотожністю Біанкі.

#### Варіанти запису алгебраїчної тотожності Біанкі
Оскільки тензор Рімана має дві антисиметричні пари індексів (тензор змінює знак на протилежний при перестановці двох індексів всередині кожної з пар), причому тензор симетричний при перестановці місцями самих пар, то ми можемо, наприклад поміняти місцями перші два індекса. Одержуємо (змінивши знак):
{\displaystyle (1a)\qquad R_{isjk}+R_{jski}+R_{ksij}=0}
Якщо тепер поміняти місцями пари індексів, то матимемо:
{\displaystyle (1b)\qquad R_{jkis}+R_{kijs}+R_{ijks}=0}
Всі ці тотожності еквівалентні, і словами їх можна описати так: фіксуємо один з індексів тензора Рімана, а з трьох решти індексів утворююємо три циклічні перестановки. Сума компонент тензора Рімана з одержаними трьома наборами індексів дорівнює нулю.
Інші варіанти одержуються при підніманні одного чи декількох індексів, наприклад:
{\displaystyle (1c)\qquad R_{\;ijk}^{s}+R_{\;jki}^{s}+R_{\;kij}^{s}=0}

#### Підготовка доведення
Нехай ми маємо величину з трьома індексами {\displaystyle s_{ij,k}} яка симетрична по двох індексах (наприклад по двох перших індексах):
{\displaystyle (2)\qquad s_{ij,k}=s_{ji,k}}
З неї ми можемо скласти іншу величину, яка буде антисиметрична по останніх двох індексах, за наступною формулою:
{\displaystyle (3)\qquad a_{i,jk}=s_{ij,k}-s_{ik,j}}
Тоді легко перевірити, що сума компонент {\displaystyle a_{i,jk}} при циклічних перестановках індексів дорівнює нулю:
{\displaystyle (4)\qquad a_{i,jk}+a_{j,ki}+a_{k,ij}=s_{ij,k}-s_{ik,j}+s_{jk,i}-s_{ji,k}+s_{ki,j}-s_{kj,i}=0}
Цей хід викладок не зміниться, якщо величина {\displaystyle s_{ij,k\dots }} матиме більшу кількість індексів, які проте в перестановках не беруть участі.

#### Доведення виходячи із представлення через символи Крістофеля
Запишемо тензор Рімана через символи Крістофеля:
{\displaystyle (5)\qquad R_{\;ijk}^{s}=\partial _{j}\Gamma _{ki}^{s}-\partial _{k}\Gamma _{ji}^{s}+\Gamma _{jp}^{s}\Gamma _{ki}^{p}-\Gamma _{kp}^{s}\Gamma _{ji}^{p}}
Якщо ми позначимо:
{\displaystyle (6)\qquad s_{ij,k}=-\partial _{k}\Gamma _{ji}^{s}-\Gamma _{kp}^{s}\Gamma _{ji}^{p}}
то
{\displaystyle (7)\qquad a_{i,jk}=s_{ij,k}-s_{ik,j}=R_{\;ijk}^{s}}
і рівність (4) збігається з алгебраїчною тотожністю Біанкі (1).

#### Доведення виходячи із представлення через вектори повної кривини
Запишемо тензор Рімана:
{\displaystyle (8)\qquad R_{sijk}=(\mathbf {b} _{sj}\cdot \mathbf {b} _{ik})-(\mathbf {b} _{sk}\cdot \mathbf {b} _{ij})}
В цьому випадку
{\displaystyle (9)\qquad s_{ij,k}=-(\mathbf {b} _{sk}\cdot \mathbf {b} _{ij})}
а далі все аналогічно попереднім викладкам.

#### Доведення через коваріантні похідні
Нехай и маємо довільне скалярне поле {\displaystyle \phi =\phi (u^{1},\dots u^{n})}. Введемо наступні позначення для коваріантних похідних цього поля першого та другого порядку:
{\displaystyle (10)\qquad \phi _{i}=\nabla _{i}\phi =\partial _{i}\phi }
{\displaystyle (11)\qquad \phi _{ij}=\nabla _{i}\nabla _{j}\phi =\partial _{i}\partial _{j}\phi -\Gamma _{ij}^{s}\phi _{s}}
Зазначимо, що друга похідна є симетричним тензором внаслідок перестановочності частинних похідних та симетрії символів Крістофеля.
Тоді згортка тензора Рімана з градієнтом {\displaystyle \phi } дорівнює:
{\displaystyle (12)\qquad R_{\;ijk}^{s}\phi _{s}=[\nabla _{k}\nabla _{j}]\phi _{i}=\nabla _{k}\phi _{ij}-\nabla _{j}\phi _{ik}}
В цьому випадку:
{\displaystyle (13)\qquad s_{ij,k}=\nabla _{k}\phi _{ij}}
і ми одержуємо тотожність:
{\displaystyle (14)\qquad \left(R_{\;ijk}^{s}+R_{\;jki}^{s}+R_{\;kij}^{s}\right)\phi _{s}=0}
Оскільки функція {\displaystyle \phi =\phi (u^{1},\dots u^{n})} довільна, ми можемо взяти її рівній одній з координат ({\displaystyle \alpha } — фіксований індекс):
{\displaystyle (15)\qquad \phi =u^{\alpha },\qquad \phi _{s}=\delta _{s}^{\alpha }}
Підставляючи (15) в (14) одержуємо (з точністю до позначень індексів) алгебраїчну тотожність Біанкі (1).

#### Антисиметризація тензора Рімана
Використовуючи тензор тензор метричної матрьошки, можна для довільного тензора {\displaystyle T_{i_{1}\cdots i_{m}}} {\displaystyle m}-рангу скласти наступний антисиметричний по всіх індексах тензор:
{\displaystyle (16)\qquad A_{i_{1}\dots i_{m}}={1 \over m!}g_{i_{1}\dots i_{m}}^{j_{1}\dots j_{m}}T_{j_{1}\dots j_{m}}}
Очевидно, що антисиметричний тензор залишається незмінним після проведення процедури антисиметризації.
Застосуємо антисиметризацію до тензора Рімана:
{\displaystyle (17)\qquad A_{sijk}={1 \over 4!}g_{sijk}^{s_{1}i_{1}j_{1}k_{1}}R_{s_{1}i_{1}j_{1}k_{1}}={1 \over 24}{\begin{vmatrix}\delta _{s}^{s_{1}}\delta _{i}^{s_{1}}\delta _{j}^{s_{1}}\delta _{k}^{s_{1}}\\\delta _{s}^{i_{1}}\delta _{i}^{i_{1}}\delta _{j}^{i_{1}}\delta _{k}^{i_{1}}\\\delta _{s}^{j_{1}}\delta _{i}^{j_{1}}\delta _{j}^{j_{1}}\delta _{k}^{j_{1}}\\\delta _{s}^{k_{1}}\delta _{i}^{k_{1}}\delta _{j}^{k_{1}}\delta _{k}^{k_{1}}\end{vmatrix}}R_{s_{1}i_{1}j_{1}k_{1}}}
При розкриванні визначника ми одержимо 24 доданка по перестановках індексів {\displaystyle sijk}, причому парні перестановки будуть зі знаком «плюс», а непарні — зі знаком «мінус»:
{\displaystyle (18)\qquad A_{sijk}={1 \over 24}\left((R_{sijk}+R_{sjki}+R_{skij})-(R_{sjik}+R_{sikj}+R_{skji})+\dots \right)}
Усього в формулі (18) буде вісім груп доданків по три доданки в кожній. Враховуючи симетрії тензора Рімана легко бачити, що всі ці вісім груп однакові (із врахуванням знаків). Тому одержуємо:
{\displaystyle (19)\qquad A_{sijk}={1 \over 3}(R_{sijk}+R_{sjki}+R_{skij})}
Тепер алгебраїчну тотожність Біанкі можна словами описати так: антисиметризація тензора Рімана дорівнює нулю.

#### Кількість лінійно незалежних компонент внутрішньої кривини
Якщо {\displaystyle n} — розмірність многовида, то кількість комбінацій в антисиметричній парі індексів дорівнює:
{\displaystyle (20)\qquad \alpha =C_{n}^{2}={n(n-1) \over 2}}
Оскільки тензор Рімана симетричний щодо перестановки пар індексів, то його компоненти записуються (з точністю до знаку) через таку кількість різних чисел:
{\displaystyle (21)\qquad \beta ={\alpha (\alpha +1) \over 2}={n(n-1) \over 4}\left({n(n-1) \over 2}+1\right)}
Але ці числа пов'язані лінійними залежностями, які слідують з алгебраїчної тотожності Біанкі. Кількість цих рівнянь, як легко бачити з формули (19), дорівнює кількості істотно різних компонент антисиметричного тензора четвертого рангу {\displaystyle A_{ijkl}}:
{\displaystyle (22)\qquad \gamma =C_{n}^{4}={n(n-1)(n-2)(n-3) \over 24}}
(зауважимо, що формула (22) дає правильний результат, тобто нуль, тоді коли {\displaystyle n<4})
Отже кількість лінійно незалежних компонент тензора Рімана дорівнює різниці:
{\displaystyle (23)\qquad N=\beta -\gamma ={n(n-1) \over 24}(3n(n-1)+6-(n-2)(n-3))={n^{2}(n^{2}-1) \over 12}}
Звичайно, формула (23) дає тільки максимально можливу кількість лінійно незалежних компонент тензора Рімана для даної розмірності многовида. А для конкретних многовидів ця кількість може бути меншою. Наприклад для плоского простору ця кількість дорівнює нулю, а для гіперповерхні в системі координат головних напрямків, маємо для індексів {\displaystyle i\neq j} формулу:
{\displaystyle (24)\qquad R_{ijij}=k^{(i)}k^{(j)}}
а отже кількість лінійно незалежних компонент не перевищує кількості комбінацій з {\displaystyle n} по 2, тобто:
{\displaystyle (25)\qquad N_{hypersurface}=C_{n}^{2}={n(n-1)/2}}

#### Зв'язок з іншими властивостями внутрішньої кривини
Внаслідок алгебраїчної тотожності Біанкі, внутрішня кривина многовида повністю визначається за значеннями наступної квадратичної форми від бівекторів {\displaystyle \sigma ^{ij}=a^{i}b^{j}-a^{j}b^{i}}:
{\displaystyle (26)\qquad \Phi ({\boldsymbol {\sigma }})=R_{ijkl}\sigma ^{ij}\sigma ^{kl}}
Також з алгебраїчною тотожністю Біанкі пов'язана можливість альтернативного погляду на внутрішню кривину через Симетричний тензор внутрішньої кривини.

### Диференціальна тотожність Біанкі
Тензор Рімана задовольняє наступну тотожність:
{\displaystyle (1)\qquad \nabla _{i}R_{\;rjk}^{s}+\nabla _{j}R_{\;rki}^{s}+\nabla _{k}R_{\;rij}^{s}=0}
яка називається диференціальною тотожністю Біанкі.

#### Доведення з використанням спеціальної системи координат
Достатнньо вибрати на многовиді якусь одну довільну точку {\displaystyle P}
і довести рівність (1) у цій точці. Оскільки точка {\displaystyle P} довільна, то звідси слідуватиме справедливість тотожності (1) на всьому многовиді.
В точці {\displaystyle P} ми можемо вибрати таку спеціальну систему координат, що всі символи Крістофеля (але не їхні похідні) перетворюються в нуль в точці {\displaystyle P} (див. статтю Майже декартові координати в точці многовида).  Тоді для коваріантних похідних в точці {\displaystyle P} маємо:
{\displaystyle (2)\qquad \nabla _{i}R_{\;rjk}^{s}=\partial _{i}R_{\;rjk}^{s}}
Оскільки 
{\displaystyle (3)\qquad R_{\;rjk}^{s}=\partial _{j}\Gamma _{kr}^{s}-\partial _{k}\Gamma _{jr}^{s}+\Gamma _{jp}^{s}\Gamma _{kr}^{p}-\Gamma _{kp}^{s}\Gamma _{jr}^{p}}
то в точці {\displaystyle P} маємо:
{\displaystyle (4)\qquad \nabla _{i}R_{\;rjk}^{s}=\partial _{i}\partial _{j}\Gamma _{kr}^{s}-\partial _{i}\partial _{k}\Gamma _{jr}^{s}}
Циклічно переставляючи в (4) індекси {\displaystyle ijk} одержимо ще дві рівності:
{\displaystyle (5)\qquad \nabla _{j}R_{\;rki}^{s}=\partial _{j}\partial _{k}\Gamma _{ir}^{s}-\partial _{j}\partial _{i}\Gamma _{kr}^{s}}
{\displaystyle (6)\qquad \nabla _{k}R_{\;rij}^{s}=\partial _{k}\partial _{i}\Gamma _{jr}^{s}-\partial _{k}\partial _{j}\Gamma _{ir}^{s}}
Легко бачити, що при додаванні рівностей (4), (5) і (6) в лівій частині рівняння буде вираз (1), а в правій, врахувавши комутативність частинних похідних, усі доданки взаємно знищаться і ми одержимо нуль.

## Існування декартової системи координат
Якщо існує декартова система координат, то {\displaystyle R_{ijkl}=0}
Якщо на многовиді існує декартова система координат (в якій метричний тензор дорівнює одиничній матриці {\displaystyle g_{ij}=\delta _{ij}}), то в цій системі координат всі похідні метричного тензора {\displaystyle \partial _{k}g_{ij}=0}, а отже і всі символи Крістофеля тотожно дорівнюють нулю:
{\displaystyle \Gamma _{ij}^{k}={1 \over 2}g^{ks}(\partial _{i}g_{js}+\partial _{j}g_{is}-\partial _{s}g_{ij})=0}
Отже і всі компоненти тензора Рімана в декартовій системі координат дорівнюють нулю:
{\displaystyle R_{\;ijk}^{s}=\partial _{j}\Gamma _{ik}^{s}-\partial _{k}\Gamma _{ij}^{k}+\Gamma _{jp}^{s}\Gamma _{ik}^{p}-\Gamma _{kp}^{s}\Gamma _{ij}^{p}=0}
Але оскільки тензор Рімана при переході в іншу систему координат перетворюється по тензорним правилам:
{\displaystyle {\tilde {R}}_{\;ijk}^{s}=R_{\;lmn}^{p}{\partial {\tilde {u}}^{s} \over \partial u^{p}}{\partial u^{l} \over \partial {\tilde {u}}^{i}}{\partial u^{m} \over \partial {\tilde {u}}^{j}}{\partial u^{n} \over \partial {\tilde {u}}^{k}}}
то він дорівнює нулю в будь-якій іншій системі координат на цьому многовиді.  
Якщо {\displaystyle R_{ijkl}=0}, то можна побудувати декартову систему координат
Нехай тензор Рімана тотожно дорівнює нулю в деякій зв'язній області многовида.  Візьмемо довільну точку {\displaystyle P} в межах цієї області - ця точка буде початком нашої майбутньої декартової системи координат.  В точці виберемо якийсь ортонормований базис - вектори цього базису будуть задавати додатні напрямки координатних осей майбутньої системи координат.
Розглянемо один із векторів базису, який поки що для простоти позначимо буквою {\displaystyle v} (взагалі-то кількість базисних векторів {\displaystyle n}, і треба було б позначити індексом, який із базисних векторів ми розглядаємо; але поки ми зосередимося на побудові однієї координати).
Користуючись паралельним перенесенням починаючи з точки {\displaystyle P}, в кожній точці області многовида побудуємо вектор, паралельний вектору {\displaystyle v}.  Результат перенесення не залежить від шляху переносу (оскільки тензор Рімана дорівнює нулю), а залежить тільки від кінцевої точки.  Таким чином ми одержали в нашій області векторне поле:
{\displaystyle (1)\qquad v_{i}=v_{i}(u^{1},u^{2},\dots u^{n})}
яке до того ж є постійним стосовно коваріантного диференціювання, тобто справедливі рівності:
{\displaystyle (2)\qquad \nabla _{j}v_{i}=0}
З останнього рівняння, враховуючи означення коваріантної похідної і симетрію символів Крістофеля, знаходимо:
{\displaystyle (3)\qquad 0=\nabla _{j}v_{i}-\nabla _{i}v_{j}=(\partial _{j}v_{i}-\Gamma _{ji}^{k}v_{k})-(\partial _{i}v_{j}-\Gamma _{ij}^{k}v_{k})=\partial _{j}v_{i}-\partial _{i}v_{j}=0}
Тепер, оскільки 
{\displaystyle (4)\qquad \partial _{j}v_{i}=\partial _{i}v_{j}}
То вектор є градієнтом деякої скалярної функції {\displaystyle \phi =\phi (u^{1},u^{2},\dots u^{n})}:
{\displaystyle (5)\qquad v_{i}=\partial _{i}\phi }
Функцію {\displaystyle \phi } в якійсь точці {\displaystyle Q} області многовида можна обчислити через інтеграл по кривій, що сполучає початок координат {\displaystyle P} і точку {\displaystyle Q}:
{\displaystyle (7)\qquad \phi {\big |}_{Q}=\int _{P}^{Q}v_{i}du^{i}}
причому результат інтегрування не залежить від кривої (внаслідок формули Стокса і рівності (5)).
Функція {\displaystyle \phi =\phi (u^{1},u^{2},\dots u^{n})} і буде однією з координат.  Тепер повернемося до інших векторів базису, цього разу уже пронумеруємо ці вектори індексом, взятим у дужки.  Так само для кожного такого вектора побудуємо в нашій  області відповідне постійне векторне поле, яке є градієнтом відповідної координати:
{\displaystyle (8)\qquad v_{i}^{(k)}=\partial _{i}\phi ^{(k)}}
Оскільки паралельне перенесення групи векторів зберігає скалярні добутки між ними, а в початку координат ці скалярні добутки дорівнюють одиничній матриці, то в усій області маємо:
{\displaystyle (9)\qquad g^{ij}{\partial \phi ^{(k)} \over \partial u^{i}}{\partial \phi ^{(l)} \over \partial u^{j}}=\delta ^{kl}}
тобто координати {\displaystyle \phi ^{(k)}} є декартовими.

## Погляд із охоплюючого евклідового простору
Розглянемо рівність:
{\displaystyle (10)\qquad R_{ijkl}=(\mathbf {b} _{ik}\cdot \mathbf {b} _{jl})-(\mathbf {b} _{il}\cdot \mathbf {b} _{jk})=0}
в якійсь точці {\displaystyle P} многовиду, і дві геодезичні лінії, що проходять через цю точку, але в різних напрямках.  Кривини цих геодезичних дорівнюють:
{\displaystyle \mathbf {k} =\mathbf {b} _{ij}\tau ^{i}\tau ^{j}}
{\displaystyle {\tilde {\mathbf {k} }}=\mathbf {b} _{ij}{\tilde {\tau }}^{i}{\tilde {\tau }}^{j}}
Тепер домножимо (10) на добуток {\displaystyle \tau ^{i}{\tilde {\tau }}^{j}\tau ^{k}{\tilde {\tau }}^{l}}, одержимо:
{\displaystyle (\mathbf {k} \cdot {\tilde {\mathbf {k} }})=(\mathbf {b} _{ij}\tau ^{i}{\tilde {\tau }}^{j})^{2}\geq 0}
Висновок - кривини всіх геодезичних напрямлені приблизно в один бік, многовид не має сідлових точок, в яких би різні геодезичні викривлялися в протилежні боки.